# The Fame
The Fame este albumul de debut al cântăreței americane Lady Gaga, lansat la 19 august 2008 prin Interscope Records. Solista a început să lucreze la album cu diferiți producători, în special cu RedOne, Martin Kierszenbaum și Rob Fusari, după ce s-a alăturat caselor de discuri Kon Live Distribution și Cherrytree Reocords în anul 2008. Din punct de vedere muzical, The Fame este un album electropop, synth-pop și dance-pop ce conține influențe din muzica pop a anilor '80. Din punct de vedere al versurilor, materialul discografic prezintă iubirea cântăreței pentru faimă și abordează teme precum dragostea, sexul, banii, drogurile și identitatea sexuală. Promovarea albumului s-a realizat prin intermediul turneului The Fame Ball Tour și numeroaselor apariții TV. The Fame a fost republicat ca versiune deluxe a extended play-ului The Fame Monster la 18 noiembrie 2009.
Albumul a primit, în general, recenzii pozitive din partea criticilor de specialitate, aceștia comentând versurile și talentul vocal și muzical a lui Gaga. The Fame a fost un succes comercial, ocupând prima poziție a clasamentelor din întreaga lume, inclusiv în Regatul Unit, Canada, Elveția, Irlanda și Polonia. În Statele Unite, albumul s-a clasat pe locul doi în Billboard 200, în timp ce în topul Dance/Electronic Albums, The Fame a ocupat locul unu timp de 108 săptămâni neconsecutive. Materialul discografic a fost al cincilea cel mai bine vândut album din 2009. Până în februarie 2018 s-au vândut 4.79 milioane de exemplare în Statele Unite. The Fame s-a vândut în peste 15 milioane de copii în întreaga lume până în noiembrie 2010 și este, de asemenea, al cincilea cel mai bine vândut album digital din istorie.
Primele două discuri single de pe album—„Just Dance” și „Poker Face—au obținut succes internațional, ajungând pe prima poziție a clasamentelor din numeroase țări, inclusiv în Statele Unite, Regatul Unit și Australia. Următoarele single-uri: „LoveGame” și „Paparazzi”, au fost, de asemenea, un succes comercial, devenind șlagăre de top 10 în peste 10 țări. „Eh, Eh (Nothing Else I Can Say)” a avut o lansare limitată, iar „Beautiful, Dirty, Rich” a fost lansat ca disc single promoțional.
The Fame a câștigat numeroase premii după lansarea sa. La cea de-a 52-a ediție a premiilor Grammy, albumul a fost nominalizat la cinci categorii, inclusiv la categoria „Albumul anului”. The Fame a câștigat premiul Grammy pentru cel mai bun album electronic/dance în timp ce single-ul „Poker Face” a primit premiul Grammy pentru cea mai bună înregistrare dance. Materialul discografic a câștigat, de asemenea, premiul Brit pentru cel mai bun album internațional la ediția din 2010 a premiilor Brit. În anul 2013, publicația Rolling Stone a numit The Fame unul din cele mai bune 100 albume de debut din toate timpurile.

## Informații generale
În timp ce se înființa ca artistă cu ajutorul unui club underground din New York, Gaga și-a lansat albumul de debut, The Fame. Vorbind despre titlu și ideea din spatele albumului, cântăreața a explicat că: „The Fame este despre cum oricine se poate simți faimos. [...] Cultura pop este artă. Nu ești mai grozav dacă urăști cultura pop, așa că eu am îmbrățișat-o, și poți auzi asta pe tot parcursul albumului. Însă este o faimă distribuibilă. Vreau să vă invit pe toți la petrecere. Vreau ca oamenii să simtă că facă parte din acest stil de viață”. Într-un interviu pentru MTV UK, Gaga a dezvăluit faptul că aceasta a lucrat la prima jumătate a materialului discografic timp de doi ani și jumătate, iar cealaltă jumătate a fost finalizată în timpul primei săptămâni din ianuarie 2008. Solista a lucrat la compunerea versurilor, melodii și sintetizatoare împreună cu producătorul de înregistrări RedOne. Potrivit ei, prima piesă, „Just Dance”, este un cântec vesel ce se adresează oamenilor care trec prin perioade dificile în viața lor. „LoveGame”, cea de-a doua piesă, a fost inspirată de atracția sexuală pe care cântăreața a simțit-o pentru un străin, într-o noapte în club, abordând versuri precum „I wanna take a ride on your disco stick” (ro.: „Vreau să dau o tură pe bățul tău disco”). Cântecul a fost compus în patru minute, bazat pe ante-refrenul acestuia. „Paparazzi” a fost interpretat în numeroase feluri. Cu toate acestea, Gaga a explicat într-un interviu pentru About.com că piesa a fost inspirată de problemele și dorința ei pentru faimă și dragoste. „Paparazzi” este, în principal, un cântec de dragoste care vorbește despre ispitirea mass-mediei și întrebarea dacă cineva poate avea atât faimă, cât și iubire.
„Poker Face” a fost inspirat de partenerii solistei care se distrau jucând jocuri de noroc. Piesa vorbește, de asemenea, despre experiențele bisexuale ale lui Gaga; fanteziile cu femei pe care aceasta le avea în timp ce făcea sex cu un bărbat, reprezentând astfel «fața de poker». „Boys, Boys, Boys” a fost inspirat de piesa formației Mötley Crüe cu un titlu similar, „Girls, Girls, Girls”. Solista a explicat că și-a dorit o versiune dedicată femeilor care va fi și pe placul rockerilor. „Beautiful, Dirty, Rich” a rezumat momentele de auto-descoperire a artistei din Lower East Side, ocupându-se de droguri. „Eh, Eh (Nothing Else I Can Say)” vorbește despre despărțirea de un iubit și găsirea pe cineva nou. „Brown Eyes” este, potrivit lui Gaga, cel mai delicat cântec de pe album, fiind inspirat de formația britanică Queen. Solista a explicat mai târziu ideile din spatele albumului, sursele de inspirație și viziunea sa. Gaga a considerat că cel mai important lucru care lipsește în muzica pop contemporană este combinația dintre imaginea vizuală a artistului și muzica lui. Cântăreața a integrat teatrul în interpretările live a pieselor de pe The Fame. Astfel, Gaga și-a dorit ca oamenii să ia la cunoștință termenul de artă performance pe care aceasta și-a dorit să îl aducă înapoi prin intermediul muzicii și albumului.
„Pur și simplu simt că această lucrare este foarte diferită- ai de la piese de club până la șlagăre ca în anii '70, de la piese solist-texiter până la muzică rock. [...] The Fame nu este despre cine ești—este despre modul în care toată lumea vrea să știe cine ești! Cumpără-l și ascultă-l înainte să ieși în oraș sau ascultă-l în mașină. [...] Cred că trebuie într-adevăr să lași creativitatea artiștilor să marineze. Mi-a luat ceva timp până am reușit și eu. Nu aș putea fi mai mândră de atât. Nu e doar un album[,] este o întreagă mișcare pop art[.] Nu e doar despre un singur cântec.”

## Structura muzicală și versurile

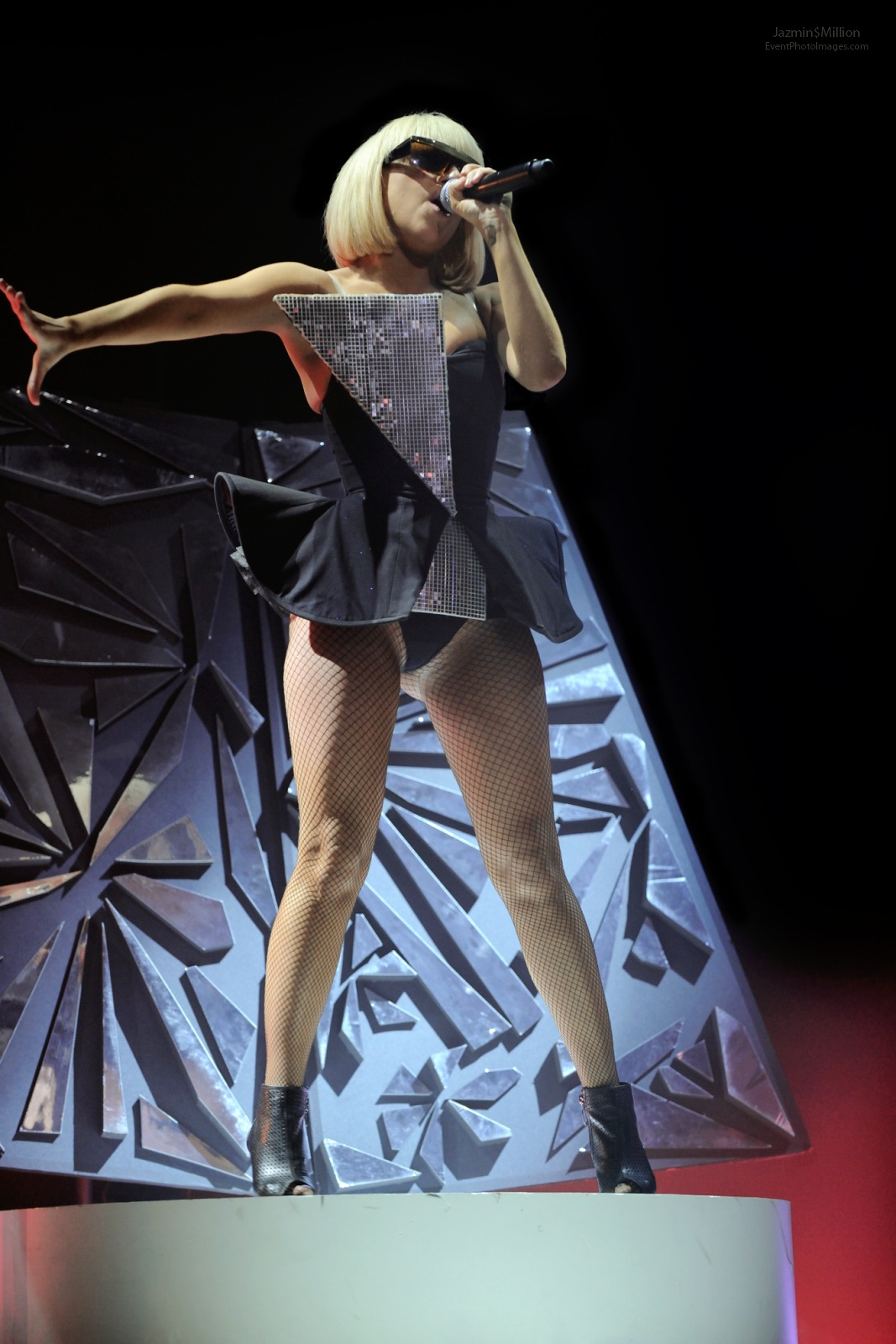
Lady Gaga interpretând piesa „Paparazzi” în turneul The Fame Ball Tour. Cântecul vorbește despre dorința de a capta atenție.

Din punct de vedere muzical, The Fame este un album ce conține influențe din muzica synth-pop și dance-pop a anilor '80. Cântece precum „Poker Face”, „Just Dance” și „LoveGame” sunt piese dance cu un tempo rapid. „Poker Face” conține un sunet mai întunecat și are voci clare în refren, precum și un ante-refren pop. „Just Dance” se bazează pe sintetizatoare, „LoveGame” se orientează mai mult spre beat-uri dance, iar „Money Honey” conține un post-refren techno moderat. Toate piesele se bazează pe instrumentaluri electronice cu influențe R&B. „Summerboy” este influențat de muzica formației Blondie, în timp ce „Paparazzi” are un beat înăbușitor. „Eh, Eh (Nothing Else I Can Say)” este acreditat ca fiind o baladă în comparație cu celelalte cântece dance de pe The Fame. Piesa aduce aminte de melodiile synth-pop din anii '80, în timp ce încorporează post-refrenul „Eh, Eh” din single-ul Rihannei, „Umbrella” (2007).
Din punct de vedere al versurilor, cântecele de pe albumul The Fame vorbesc despre a fi faimos și a obține popularitate; „Poker Face” este despre aluzii și tachinări sexuale. Gaga a explicat în timpul unui interviu pentru Daily Star că versurile au o nuanță confuză despre dragoste și sex. Potrivit BBC, secvența „Mum-mum-mum-mah” este copiată din single-ul grupului Boney M din 1977, „Ma Baker”. „Just Dance” vorbește despre cum e să fii amețit în club din cauza alcoolului, cu versuri precum „What's going on on the floor? / I love this record, baby but I can't see straight anymore” (ro.: „Ce se petrece pe ringul de dans? / Iubesc piesa asta, dragule, dar nu mai pot să văd clar”). „LoveGame” prezintă un mesaj despre iubire, faimă și sexualitate, acesta fiind înrudit cu tema principală a albumului. „Paparazzi” descrie un hărțuitor care urmărește pe cineva, fiind cel mare fan sau cea mai mare fană a lui. Versurile descriu, de asemenea, dorința de a fi în fața camerelor, precum și obținerea faimei. Gaga a explicat că:
„Această idee a albumului The Fame merge până la capăt. Practic, dacă nu ai nimic—nici bani, nici faimă—tot poți fi frumos și putred de bogat. Este despre a face alegeri, despre a avea referințe—lucruri din viața ta în care crezi cu adevărat. Este despre auto-descoperire și a fi creativ. Albumul este oarecum concentrat, însă este, de asemenea, complex. [...] Muzica este menită să-i facă pe oameni să se simtă într-un anumit fel despre ei înșiși, astfel vor fi capabili să simtă că au o faimă interioară pe care o pot proiecta lumii, iar natura lipsită de griji a albumului este o reflectare a acestei aure. Îmi place să transmit idei interesante lumii prin lentile pop.”

## Recepția criticilor
The Fame a obținut, în general, recenzii pozitive din partea criticilor de specialitate. Pe Metacritic, albumul a primit un scor de 71 din 100, bazat pe 13 recenzii. Matthew Chisling de la AllMusic a numit albumul „o mostră de anti-pop curajoasă și bine pregătită de calitate înaltă”, opinând că „nu reușește să aducă sunete funky pentru a amuza fanii acestui gen dance”. Nicole Powers de la revista URB a complimentat „versurile încărcate de ironie, livrate într-un stil care aduce puțin a Gwen Stefani”. Mikael Wood de la Entertainment Weekly a numit The Fame „remarcabil (și epuizant) de simplu în viziunea sa asupra unei lumi în care nimic nu e mai atrăgător decât a fi frumos, indecent și bogat. În această structură, totuși, evadarea ei timpurie are propriul farmec”. Alexis Petridis de la ziarul The Guardian a fost de părere că: „a ambala niște melodii incredibile care creează dependență, cu un ante-refren inevitabil, aproapte totul sună ca un alt single”, prezicând totodată că „fără îndoială, [The Fame] sună ca ceva care ar putea fi mare”. Ben Hogwood de la musicOMH a lăudat „amestecul de atitudine obraznică, beat-uri metalice și ascuțite și compoziția bine definită” a lui Gaga, elemente pe care acesta le consideră indispensabile în „crearea muzicii pop”.
Cu toate că Evan Sawdey de la PopMatters a criticat aspru piesele „Eh Eh (Nothing Else I Can Say)”, „Paper Gangsta” și „Brown Eyes”, acesta a numit The Fame „un album dance solid”, opinând că „mare parte din succesul albumului îi este atribuită producătorului RedOne”. Joey Guerra de la ziarul Houston Chronicle a considerat că, deși piesele de pe album nu sunt inovatoare, artista merită o reputație pentru că a oferit muzică dance adevărată publicului. Sal Cinquemani de la Slant Magazine a considerat că versurile lui Gaga variază între „ieftine” și „aiureli fără sens”, iar talentul ei vocal este „variabil spre excelent”. El a adăugat că melodiile cele mai importante ale albumului: „Poker Face”, „Starstruck”, „Paper Gangsta” și „Summerboy” se bazează „aproape numai pe producție vioaie și pasaje cântate la nesfârșit”. Freedom du Lac de la ziarul The Washington Post a criticat lipsa de originalitate a albumului. Robert Christgau de la MSN Music i-a oferit materialului discografic o „mențiune onorabilă” și l-a descris ca fiind „superficialitate cu convingeri ferme”. The Fame a primit cinci nominalizări la cea de-a 52-a ediție a premiilor Grammy, la 2 decembrie 2009. Albumul a primit o nominalizare la categoria „Albumul anului” și a câștigat la categoria „Cel mai bun album electronic/dance”.

## Performanța în clasamentele muzicale

Gaga interpretând piesa „The Fame” în timpul turneului The Monster Ball Tour.

În Statele Unite, The Fame a debutat pe locul 17 în clasamentul Billboard 200 cu 24.000 de exemplare vândute la 15 noiembrie 2008. După ce a început să coboare treptat, albumul s-a clasat pe locul 10 la 7 martie 2009. Poziția maximă a materialului discografic a fost locul doi. The Fame a ajuns, de asemenea, pe locul unu în clasamentul de albume dance/electronice; albumul și-a păstrat poziția timp de 108 săptămâni neconsecutive. În luna martie a anului 2010, The Fame a primit trei discuri de platină din partea Recording Industry Association of America (RIAA). Odată cu lansarea lui The Fame Monster care a fost combinat cu The Fame în versiunea deluxe, albumul a ajuns de pe locul 34 către locul șase în Billboard 200 datorită celor 151.000 de copii vândute. Albumul a înregistrat cele mai bune vânzări în săptămâna 9 ianuarie 2010, cu 169.000 de exemplare vândute. La 16 ianuarie 2010, The Fame a urcat din nou către locul doi după 62 de săptămâni de prezență în clasament. Până la sfârșitul anului 2009, The Fame a devenit al cincilea cel mai bine vândut album al anului.
Materialul discografic s-a vândut în 4.79 milioane de exemplare în Statele Unite până în februarie 2018 și este în prezent al șaptelea cel mai bine vândut album digital, cu 1.086 de milioane de copii digitale vândute. În urma spectacolului solistei din timpul pauzei meciului de fotbal Super Bowl LI, The Fame a reintrat în Billboard 200 pe locul șase, având vânzări de 55.000 de exemplare. Albumul a petrecut peste 200 de săptămâni în clasament.
În Canada, albumul s-a clasat pe locul unu și a primit o certificare cu septuplu disc de platină din partea Canadian Recording Industry Association (CRIA) pentru expedierea a 560.000 de copii, precum și pentru cele 476.000 de exemplare vândute până în martie 2011. În Noua Zeelandă, albumul a debutat pe locul șase, iar poziția sa maximă a fost locul doi, primind, de asemenea, două discuri de platină. În Australia, The Fame a debutat pe locul 12 și a ajuns ulterior pe locul trei. Australian Recording Industry Association (ARIA) a acordat albumului o certificare cu cvadruplu disc de platină pentru cele 280.000 de exemplare exportate.
The Fame a debutat pe locul trei în Regatul Unit, având 25.228 de copii vândute în prima săptămână. După 10 săptămâni în top 10, albumul a ajuns pe locul unu, depășind vânzările lui Ronan Keating cu Songs for My Mother. British Phonographic Industry (BPI) au acordat albumului nouă discuri de platină iar până în ianuarie 2017, acesta s-a vândut în 2.94 milioane de exemplare. The Fame a devenit, de asemenea, primul album care să primească disc de platină pe baza vânzărilor digitale, în urma celor 300.000 de unități vândute în Regatul Unit. Până în prezent, The Fame este al nouălea cel mai bine vândut album al secolului XXI în Regatul Unit.
În Franța, albumul a debutat pe locul 73 și s-a clasat ulterior pe locul doi pentru cinci săptămâni. Acesta a primit o certificare cu disc de diamant din partea Syndicat National de l'Édition Phonographique (SNEP), până în februarie 2012 vânzându-se în 630.000 de exemplare. În Irlanda, The Fame a debutat pe locul opt și a ajuns mai târziu pe locul doi, timp de două săptămâni consecutive. În continentul Europa, albumul a ocupat primul loc în clasamentele European Top 100, Austrian Albums Chart și German Album Chart. În Germania, The Fame este al patrulea cel mai descărcat album din istorie. Materialul discografic s-a clasat în top 20 în Mexic, Belgia, Cehia, Danemarca, Finlanda, Ungaria, Italia, Olanda, Polonia, Rusia și Elveția. Albumul s-a vândut în peste 15 milioane de exemplare în toată lumea.

## Promovarea
Pentru a-și promova albumul, Gaga a realizat numeroase interpretări live în toată lumea. Prima apariție TV a solistei a avut loc la 7 iunie 2008 la emisiunea NewNowNext Awards de pe canalul Logo. Aceasta a cântat, de asemenea, la Michalsky StyleNite at Berlin Fashion Week, So You Think You Can Dance, Jimmy Kimmel Live!, The Tonight Show with Jay Leno, precum și la cea de-a 57-a ediție a Miss Univers, în Vietnam. Pe 31 ianuarie 2009, Gaga a cântat la emisiunea Tubridy Tonight de pe canalul irlandez RTÉ One. Trei piese de pe albumul The Fame au fost folosite în cel de-al optulea sezon al serialului Gossip Girl de pe canalul The CW: „Paparazzi” în episodul „Summer, Kind of Wonderful”, „Poker Face” în episodul „The Serena Also Rises”. și „Money Honey” în episodul „Remains of the J” Solista a cântat, de asemenea, piesa „Poker Face” la emisiunea American Idol pe 1 aprilie 2009. Pentru a sărbători lansarea emisiunii Dirty Sexy Money, televiziunea ABC a creat videoclipul piesei „Beautiful, Dirty, Rich”, regizat de Melina Matsoukas. Cântecul a fost inițial anunțat drept cel de-al doilea single, însă „Poker Face” a fost ales în schimb. Au existat două videoclipuri lansate pentru piesă: primul a fost compus din clipuri ale emisiunii Dirty Sexy Money, iar al doilea a fost videoclipul propriu-zis. Cântecul s-a clasat pe locul optzeci și trei în clasamentul UK Singles Chart datorită descărcărilor digitale.
Albumul a fost promovat mai târziu cu ajutorul primului turneu mondial al cântăreței, The Fame Ball Tour, care a început la 12 martie 2009 în San Diego, California. Turneul a vizat spectacole în America de Nord în luna martie, urmate de concerte în Oceania și o călătorie solo în Europa. Alte concerte au avut loc în Asia, precum și două interpretări la V Festival în Anglia. Două concerte din America de Nord au fost amânate pentru luna aprilie. Solista a descris turneul ca fiind un muzeu călător, încorporând ideea artistului Andy Warhol de artă performance pop. Bani din biletele vândute au fost, de asemenea, trimiși în scopuri caritabile. Versiuni alternative ale spectacolului cu variații minime au fost planificate de Gaga pentru diferitele locații în care aveau loc concertele.
Spectacolul a constat în patru segmente, fiecare dintre ele fiind urmat de un atract video către segmentul următor, și un bis. Lista de piese a constat în cântece de pe albumul The Fame. Gaga a apărut pe scenă în costume noi, inclusiv o rochie inovatoare realizată în întregime din baloane, interpretând în premieră o piesă nelansată, intitulată „Future Love”. O listă de cântece alternativă, cu modificări minore, a fost realizată pentru concertele din Europa. Spectacolul a primit aprecieri din partea criticilor de specialitate, aceștia complimentând claritatea vocală, simțul modei și abilitatea solistei de a integra teatrul în interpretări, asemănător cu un artist profesionist. Cel de-al doilea turneu de concerte, The Monster Ball Tour, a inclus numeroase cântece de pe albumul The Fame, pe lângă piesele de pe EP-ul The Fame Monster. Turneele Born This Way Ball și Joanne World Tour au avut patru piese de pe album, în timp ce pentru turneul ArtRave: The Artpop Ball, Gaga a interpretat doar trei.

## Discuri single

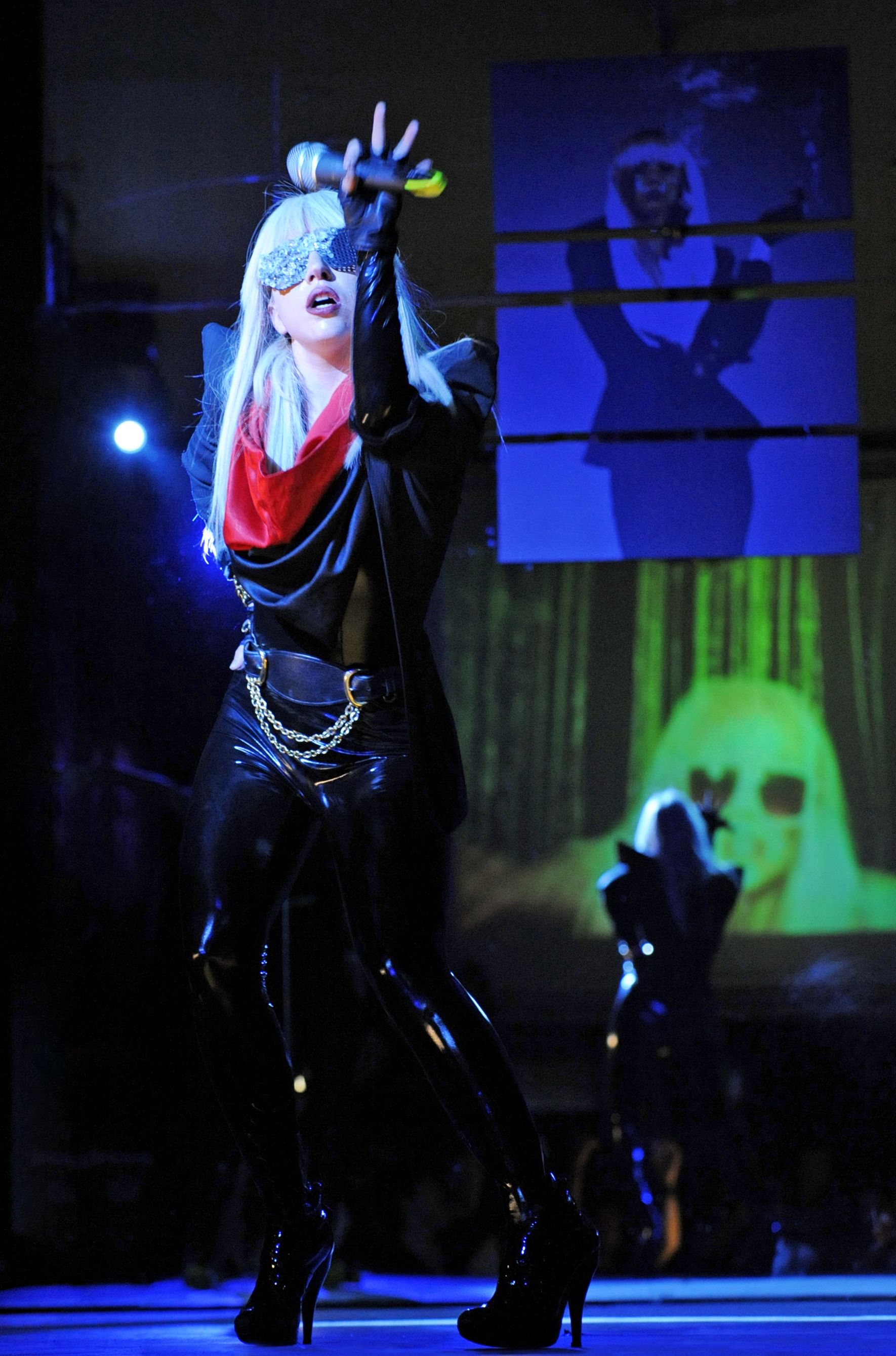
Lady Gaga interpretând single-ul „Just Dance” într-un club din Montreal. Înainte de a porni în primul ei turneu mondial, cântăreața a interpretat câteva piese de pe album în mai multe cluburi mici.

„Just Dance” a fost lansat ca primul disc single extras de pe album în toată lumea pe 17 iunie 2008 prin distribuție digitală. Cântecul a primit laude din partea criticilor, aceștia complimentând faptul că suna a imn de club. Piesa a obținut succes comercial în întreaga lume, clasându-se pe prima poziție în Statele Unite, Australia, Canada, Irlanda, Regatul Unit și Olanda, devenid, de asemenea, un șlagăr de top 10 în alte 16 țări. „Just Dance” a primit o nominalizare la premiul Grammy pentru cea mai bună înregistrare dance, însă a pierdut în fața duo-ului electronic Daft Punk cu piesa „Harder, Better, Faster, Stronger”.
„Poker Face” a fost lansat drept cel de-al doilea single de pe albumul The Fame. Piesa a fost bine primită de critici, majoritatea lăudând ante-refrenul robotic și refrenul. Cântecul a obținut un succes mai bun decât single-ul anterior, clasându-se pe prima poziție a clasamentelor din aproape toate țările în care a fost lansat. „Poker Face” a devenit al doilea single al solistei care să ocupe prima poziție în Statele Unite. Pe 2 decembrie 2009, piesa a primit trei nominalizări Grammy la categoriile „Cântecul anului” și „Înregistrarea anului”, câștigând la categoria „Cea mai bună înregistrare dance”.
„Eh, Eh (Nothing Else I Can Say)” a fost al treilea single în Australia, Noua Zeelandă, Suedia și Danemarca și al patrulea în Franța. Cântecul a primit recenzii mixte de la critici. Unii l-au comparat cu muzica Europop a anilor '90, în timp ce alții au criticat faptul că ar fi oprit natura de petrece a albumului și, prin urmare, a fost o rușine pentru el. Melodia nu a reușit să obțină succesul discurilor single anterioare, în Australia și Noua Zeelandă clasându-se pe locurile cincisprezece și, respectiv, nouă. Cu toate acestea, piesa a ajuns pe locul doi în Suedia și pe locul șapte în Franța.
„LoveGame” a fost lansat ca al treilea disc single în Statele Unite, Canada și câteva țări din Europa. În Australia, Noua Zeelandă și Regatul Unit, a fost lansat ca al patrulea single de pe album. Piesa a fost apreciată de critici pentru melodia sa atrăgătoare și pentru secvența „I wanna take a ride on your disco stick” (ro.: „Vreau să dau o tură pe bățul tău disco”). Cântecul a ajuns în top 10 în țări precum Statele Unite, Australia sau Canada în timp ce s-a clasat în top 20 în alte țări.
„Paparazzi” a fost anunțat ca al treilea single în Regatul Unit și Irlanda cu lansarea la 6 iulie 2009, al patrulea single în Statele Unite și al cincilea pe plan global. Piesa a ajuns în top 5 în Australia, Canada, Irlanda și Regatul Unit. Aceasta a ajuns, de asemenea, în top 10 în clasamentul din Statele Unite. Single-ul a primit recenzii pozitive din partea criticilor de specialitate, aceștia numindu-l un punct culminant al albumului. Videoclipul piesei o prezintă pe Gaga ca o starletă damnată ce este constant hărțuită de fotografi, fiind aproape ucisă de iubitul ei pentru publicitate. În final, aceasta se răzbună iar toată faima și popularitatea îi sunt revendicate ei.

## The Fame Monster
The Fame Monster este o versiune reeditată a albumul The Fame, lansată la 18 noiembrie 2009. S-a stabilit inițial ca acesta să facă parte din versiunea deluxe a albumului The Fame însă, ulterior, casa de discuri Interscope a decis lansarea acestuia ca extended play în câteva țări. Decizia a fost luată și de convingerea cântăreței că o relansare ar fi mult prea costisitoare iar conceptul albumului este diferit, descriindu-l ca fiind yin și yang. Versiunea deluxe conține albumul The Fame în totalitate, împreună cu The Fame Monster. Tema albumului este partea întunecată a faimei, experimentată de cântăreață pe parcursul anilor 2008 și 2009 în timp ce călătoarea în jurul lumii, fiind descrisă prin metafora unui monstru. Coperta albumului creată de Hedi Slimane are un aspect gotic, fapt pentru care Gaga a trebuit să-și convingă compania de înregistrări să-i permită să o folosească. Compoziția este inspirată de muzica gotică și spectacolele de modă. Criticii contemporani au oferit recenzii pozitive albumului, majoritatea dintre ei complimentând piesele „Bad Romance”, „Telephone” și „Dance in the Dark”. În unele țări, albumul a ajuns în clasamente alături de The Fame, în timp ce în țări precum Statele Unite, Canada și Japonia, The Fame Monster s-a clasat ca un album separat. Cântăreața a anunțat mai târziu turneul The Monster Ball Tour. Acesta a început pe 27 noiembrie 2009 și a continuat până în primăvara anului 2011.

## Lista cântecelor
Versiunea internațională și din Statele Unite — 50:20
| Nr. | Titlu                                            | Textier(i)                                   | Producător(i)             | Durată |
| --- | ------------------------------------------------ | -------------------------------------------- | ------------------------- | ------ |
| 1.  | „Just Dance” featuring Colby O'Donis             | Lady Gaga RedOne Aliaune Thiam               | RedOne                    | 4:02   |
| 2.  | „LoveGame”                                       | Gaga RedOne                                  | RedOne                    | 3:36   |
| 3.  | „Paparazzi”                                      | Gaga Rob Fusari                              | Fusari Gaga               | 3:28   |
| 4.  | „Poker Face”                                     | Gaga RedOne                                  | RedOne                    | 3:57   |
| 5.  | „Eh, Eh (Nothing Else I Can Say)”                | Gaga Martin Kierszenbaum                     | Kierszenbaum              | 2:55   |
| 6.  | „Beautiful, Dirty, Rich”                         | Gaga Fusari                                  | Fusari                    | 2:52   |
| 7.  | „The Fame”                                       | Gaga Kierszenbaum                            | Kierszenbaum              | 3:42   |
| 8.  | „Money Honey”                                    | Gaga RedOne Bilal Hajji                      | RedOne                    | 2:50   |
| 9.  | „Starstruck” featuring Space Cowboy and Flo Rida | Gaga Kierszenbaum Nick Dresti Tramar Dillard | Kierszenbaum Space Cowboy | 3:37   |
| 10. | „Boys Boys Boys”                                 | Gaga RedOne                                  | RedOne                    | 3:20   |
| 11. | „Paper Gangsta”                                  | Gaga RedOne                                  | RedOne                    | 4:23   |
| 12. | „Brown Eyes”                                     | Gaga Fusari                                  | Fusari Gaga               | 4:03   |
| 13. | „I Like It Rough”                                | Gaga Kierszenbaum                            | Kierszenbaum              | 3:22   |
| 14. | „Summerboy”                                      | Gaga Brian Kierulf Josh Schwartz             | Brian & Josh              | 4:13   |

Versiunea iTunes Store în Statele Unite/ Piesă bonus pe plan internațional — 54:01
| Nr. | Titlu          | Textier(i)  | Producător(i) | Durată |
| --- | -------------- | ----------- | ------------- | ------ |
| 15. | „Disco Heaven” | Gaga Fusari | Fusari        | 3:41   |

Versiunea distribuită în Canada și Australia — 42:21
| Nr. | Titlu                                | Textier(i)                       | Producător(i) | Durată |
| --- | ------------------------------------ | -------------------------------- | ------------- | ------ |
| 1.  | „Just Dance” featuring Colby O'Donis | Lady Gaga RedOne Aliaune Thiam   | RedOne        | 4:02   |
| 2.  | „LoveGame”                           | Gaga RedOne                      | RedOne        | 3:36   |
| 3.  | „Paparazzi”                          | Gaga Rob Fusari                  | Fusari Gaga   | 3:28   |
| 4.  | „Beautiful, Dirty, Rich”             | Gaga Fusari                      | Fusari        | 2:52   |
| 5.  | „Eh, Eh (Nothing Else I Can Say)”    | Gaga Martin Kierszenbaum         | Kierszenbaum  | 2:55   |
| 6.  | „Poker Face”                         | Gaga RedOne                      | RedOne        | 3:57   |
| 7.  | „The Fame”                           | Gaga Kierszenbaum                | Kierszenbaum  | 3:42   |
| 8.  | „Money Honey”                        | Gaga RedOne Bilal Hajji          | RedOne        | 2:50   |
| 9.  | „Again Again”                        | Gaga Fusari                      | Fusari        | 2:52   |
| 10. | „Boys Boys Boys”                     | Gaga RedOne                      | RedOne        | 3:20   |
| 11. | „Brown Eyes”                         | Gaga Fusari                      | Fusari Gaga   | 4:03   |
| 12. | „Summerboy”                          | Gaga Brian Kierulf Josh Schwartz | Brian & Josh  | 4:13   |

Versiunea distribuită în Canada pe iTunes (cântec bonus) — 57:43
| Nr. | Titlu             | Textier(i)        | Producător(i) | Durată |
| --- | ----------------- | ----------------- | ------------- | ------ |
| 13. | „I Like It Rough” | Gaga Kierszenbaum | Kierszenbaum  | 3:22   |

Versiunea distribuită în Regatul Unit, Irlanda și Japonia — 57:24
| Nr. | Titlu                                            | Textier(i)                                   | Producător(i)             | Durată |
| --- | ------------------------------------------------ | -------------------------------------------- | ------------------------- | ------ |
| 1.  | „Just Dance” featuring Colby O'Donis             | Lady Gaga RedOne Aliaune Thiam               | RedOne                    | 4:02   |
| 2.  | „LoveGame”                                       | Gaga RedOne                                  | RedOne                    | 3:36   |
| 3.  | „Paparazzi”                                      | Gaga Rob Fusari                              | Fusari Gaga               | 3:28   |
| 4.  | „Poker Face”                                     | Gaga RedOne                                  | RedOne                    | 3:57   |
| 5.  | „I Like It Rough”                                | Gaga Kierszenbaum                            | Kierszenbaum              | 3:22   |
| 6.  | „Eh, Eh (Nothing Else I Can Say)”                | Gaga Martin Kierszenbaum                     | Kierszenbaum              | 2:55   |
| 7.  | „Starstruck” featuring Space Cowboy and Flo Rida | Gaga Kierszenbaum Nick Dresti Tramar Dillard | Kierszenbaum Space Cowboy | 3:37   |
| 8.  | „Beautiful, Dirty, Rich”                         | Gaga Fusari                                  | Fusari                    | 2:52   |
| 9.  | „The Fame”                                       | Gaga Kierszenbaum                            | Kierszenbaum              | 3:42   |
| 10. | „Money Honey”                                    | Gaga RedOne Bilal Hajji                      | RedOne                    | 2:50   |
| 11. | „Boys Boys Boys”                                 | Gaga RedOne                                  | RedOne                    | 3:20   |
| 12. | „Paper Gangsta”                                  | Gaga RedOne                                  | RedOne                    | 4:23   |
| 13. | „Brown Eyes”                                     | Gaga Fusari                                  | Fusari Gaga               | 4:03   |
| 14. | „Summerboy”                                      | Gaga Brian Kierulf Josh Schwartz             | Brian & Josh              | 4:13   |
| 15. | „Disco Heaven”                                   | Gaga Fusari                                  | Fusari                    | 3:41   |
| 16. | „Again Again”                                    | Gaga Fusari                                  | Fusari                    | 2:52   |

Versiunea distribuită în Japonia (cântec bonus) — 60:45
| Nr. | Titlu                 | Textier(i)  | Producător(i) | Durată |
| --- | --------------------- | ----------- | ------------- | ------ |
| 17. | „Retro, Dance, Freak” | Gaga Fusari | Fusari        | 3:23   |

Note
- ^[a] semnifică un co-producător suplimentar;

## Acreditări și personal

### Management
- Înregistrat la Record Plant și Chalice Recording Studios, Los Angeles; Cherrytree Recording Studios, Santa Monica; 150 Studios, Parsippany; Poe Boy Studios, Miami; 333 Studios și Dojo Studios, New York; New Road Studios

### Personal
| - Akon – voce de fundal - Victor Bailey – chitarist bas - Vicki Boyd – coordonator A&R - Troy Carter – management - Lisa Einhorn-Gilder – coordonator producție - Flo Rida – rap - Rob Fusari – producător, producător executiv - Calvin "Sci-Fidelty" Gaines – programator, chitarist bas - Gene Grimaldi – masterizare audio - Vincent Herbert – producător executiv, A&R - Pieter Henket – fotograf - Tom Kafafian – chitară - Dyana Kass – șef de marketing - Martin Kierszenbaum – producție, A&R - Brian Kierulf – producție, aranjament muzical - Lady Gaga – voce principală, voce de fundal, producție, pian, sintetizator, clape | - Leah Landon – management - Candice Lawler – fotograf - Dave Murga – tobe - Colby O'Donis – voce, voce de fundal - Robert Orton – mixaj audio - Jennifer Paola – administrator A&R - RedOne – producție, instrumente, programare, înregistrare, voce de fundal, producător executiv - Andrea Ruffalo – coordonator A&R - Dave Russell – inginer audio - Warwick Saint – fotograf - Joshua M. Schwartz – producător, aranjament muzical - Space Cowboy – producător, voce - Joe Tomino – tobe - Tony Ugval – inginer audio - Liam Ward – design |

Acreditări adaptate de pe broșura albumului The Fame.

## Prezența în clasamente
| Țară (clasament 2008-2017)                               | Poziția maximă | Referință |
| -------------------------------------------------------- | -------------- | --------- |
| Africa de Sud (RISA)                                     | 1              | [ 125 ]   |
| Australia (ARIA)                                         | 1              | [ 126 ]   |
| Austria (Ö3 Austria)                                     | 1              | [ 126 ]   |
| Belgia (Ultratop Flanders)                               | 4              | [ 126 ]   |
| Belgia (Ultratop Wallonia)                               | 8              | [ 126 ]   |
| Brazilia (ABPD)                                          | 15             | [ 127 ]   |
| Canada (Canadian Albums Chart)                           | 1              | [ 57 ]    |
| Cehia (ČNS IFPI)                                         | 2              | [ 128 ]   |
| Danemarca (Hitlisten)                                    | 2              | [ 126 ]   |
| Elveția (Swiss Hitparade)                                | 1              | [ 126 ]   |
| Europa (European Top 100 Albums)                         | 1              | [ 76 ]    |
| Finlanda (Suomen virallinen lista)                       | 3              | [ 126 ]   |
| Franța (SNEP)                                            | 2              | [ 126 ]   |
| Germania (Offizielle Top 100)                            | 1              | [ 126 ]   |
| Grecia (IFPI Grecia)                                     | 2              | [ 126 ]   |
| Irlanda (IRMA)                                           | 1              | [ 75 ]    |
| Italia (FIMI)                                            | 13             | [ 126 ]   |
| Japonia (Oricon)                                         | 6              | [ 129 ]   |
| Mexic (Top 100 Mexico)                                   | 2              | [ 126 ]   |
| Norvegia (VG-lista)                                      | 4              | [ 126 ]   |
| Noua Zeelandă (Recorded Music NZ)                        | 2              | [ 126 ]   |
| Olanda (MegaCharts)                                      | 12             | [ 126 ]   |
| Polonia (ZPAV)                                           | 1              | [ 130 ]   |
| Portugalia (AFP)                                         | 3              | [ 126 ]   |
| Regatul Unit (Official Charts Company)                   | 1              | [ 131 ]   |
| Rusia (Russian Music Charts)                             | 5              | [ 132 ]   |
| Scoția (Official Charts Company)                         | 1              | [ 133 ]   |
| Spania (PROMUSICAE)                                      | 3              | [ 126 ]   |
| Suedia (Sverigetopplistan)                               | 15             | [ 126 ]   |
| Statele Unite ale Americii (Billboard 200)               | 2              | [ 56 ]    |
| Statele Unite ale Americii (Top Dance/Electronic Albums) | 1              | [ 134 ]   |
| Ungaria (MAHASZ)                                         | 1              | [ 135 ]   |

| Țară (clasament)                                         | Poziția maximă | Referință |
| 2009                                                     | 2009           | 2009      |
| -------------------------------------------------------- | -------------- | --------- |
| Australia (ARIA)                                         | 9              | [ 136 ]   |
| Austria (Ö3 Austria)                                     | 2              | [ 137 ]   |
| Belgia (Ultratop Flanders)                               | 8              | [ 138 ]   |
| Belgia (Ultratop Wallonia)                               | 36             | [ 139 ]   |
| Canada (Canadian Albums Chart)                           | 3              | [ 140 ]   |
| Danemarca (Hitlisten)                                    | 10             | [ 141 ]   |
| Elveția (Swiss Hitparade)                                | 2              | [ 142 ]   |
| Europa (European Albums)                                 | 1              | [ 143 ]   |
| Finlanda (Suomen virallinen lista)                       | 4              | [ 144 ]   |
| Franța (SNEP)                                            | 22             | [ 145 ]   |
| Germania (Offizielle Top 100)                            | 4              | [ 146 ]   |
| Irlanda (IRMA)                                           | 3              | [ 147 ]   |
| Italia (FIMI)                                            | 82             | [ 148 ]   |
| Japonia (Oricon)                                         | 42             | [ 149 ]   |
| Mexic (Top 100 Mexico)                                   | 10             | [ 150 ]   |
| Noua Zeelandă (Recorded Music NZ)                        | 3              | [ 151 ]   |
| Regatul Unit (Official Charts Company)                   | 2              | [ 152 ]   |
| Suedia (Sverigetopplistan)                               | 56             | [ 153 ]   |
| Statele Unite ale Americii (Billboard 200)               | 8              | [ 154 ]   |
| Statele Unite ale Americii (Top Dance/Electronic Albums) | 1              | [ 155 ]   |
| Ungaria (MAHASZ)                                         | 6              | [ 156 ]   |
| 2010                                                     |                |           |
| Austria (Ö3 Austria)                                     | 1              | [ 157 ]   |
| Canada (Canadian Albums Chart)                           | 3              | [ 158 ]   |
| Elveția (Swiss Hitparade)                                | 1              | [ 159 ]   |
| Europa (European Albums)                                 | 1              | [ 160 ]   |
| Germania (Offizielle Top 100)                            | 3              | [ 161 ]   |
| Japonia (Oricon)                                         | 14             | [ 162 ]   |
| Mexic (Top 100 Mexico)                                   | 5              | [ 163 ]   |
| Regatul Unit (Official Charts Company)                   | 3              | [ 164 ]   |
| Spania (PROMUSICAE)                                      | 16             | [ 165 ]   |
| Statele Unite ale Americii (Billboard 200)               | 4              | [ 166 ]   |
| Statele Unite ale Americii (Top Dance/Electronic Albums) | 1              | [ 167 ]   |
| Ungaria (MAHASZ)                                         | 3              | [ 168 ]   |
| 2011                                                     |                |           |
| Austria (Ö3 Austria)                                     | 68             | [ 169 ]   |
| Elveția (Swiss Hitparade)                                | 66             | [ 170 ]   |
| Japonia (Oricon)                                         | 86             | [ 171 ]   |
| Mexic (Top 100 Mexico)                                   | 91             | [ 172 ]   |
| Regatul Unit (Official Charts Company)                   | 30             | [ 173 ]   |
| Statele Unite ale Americii (Billboard 200)               | 56             | [ 174 ]   |
| Statele Unite ale Americii (Top Dance/Electronic Albums) | 3              | [ 175 ]   |
| Ungaria (MAHASZ)                                         | 34             | [ 176 ]   |
| 2017                                                     |                |           |
| Australia (ARIA Dance Albums)                            | 39             | [ 177 ]   |
| Statele Unite ale Americii (Billboard 200)               | 157            | [ 178 ]   |
| Statele Unite ale Americii (Top Dance/Electronic Albums) | 4              | [ 179 ]   |
| 2018                                                     |                |           |
| Australia (ARIA Dance Albums)                            | 15             | [ 180 ]   |
| Statele Unite ale Americii (Top Dance/Electronic Albums) | 4              | [ 181 ]   |
| 2019                                                     |                |           |
| Belgia (Ultratop Flanders)                               | 190            | [ 182 ]   |
| Statele Unite ale Americii (Top Dance/Electronic Albums) | 2              | [ 183 ]   |

| Țară (clasament)                                         | Poziția maximă | Referință |
| Anii 2000                                                | Anii 2000      | Anii 2000 |
| -------------------------------------------------------- | -------------- | --------- |
| Australia (ARIA)                                         | 38             | [ 184 ]   |
| Austria (Ö3 Austria)                                     | 2              | [ 185 ]   |
| Statele Unite ale Americii (Top Dance/Electronic Albums) | 3              | [ 186 ]   |
| Anii 2010                                                |                |           |
| Germania (Official German Charts)                        | 48             | [ 187 ]   |
| Regatul Unit (Official Charts Company)                   | 15             | [ 188 ]   |
| Statele Unite ale Americii (Billboard 200)               | 31             | [ 189 ]   |
| Statele Unite ale Americii (Top Dance/Electronic Albums) | 1              | [ 190 ]   |

| Țară (clasament)                                                 | Poziția maximă | Referință |
| ---------------------------------------------------------------- | -------------- | --------- |
| Regatul Unit (Official Charts Company)                           | 30             | [ 191 ]   |
| Statele Unite ale Americii (Billboard 200)                       | 12             | [ 192 ]   |
| Statele Unite ale Americii (Billboard 200, clasamentul femeilor) | 7              | [ 193 ]   |

## Certificări
| \| Țara \| Vânzări/ puncte \| Certificare \| Referințe \| \| --------------------------------- \| --------------- \| ----------- \| --------- \| \| Australia (ARIA) \| +280.000 \| \| [64] \| \| Austria (IFPI Austria) \| +140.000 \| \| [194] \| \| Belgia (BEA) \| +60.000 \| \| [195] \| \| Brazilia (Pro-Música Brasil) \| +120.000 \| \| [196] \| \| Canada (Music Canada) \| +560.000 \| \| [197] \| \| CCG (IFPI Orientul Mijlociu) \| +6.000 \| \| [198] \| \| Chile (IFPI Chile) \| +30.000 \| \| [199] \| \| Danemarca (IFPI Danemarca) \| +60.000 \| \| [200] \| \| Elveția (IFPI Elveția) \| +120.000 \| \| [201] \| \| Finlanda (Musiikkituottajat) \| +25.300 \| \| [202] \| \| Filipine (PARI) \| +135.000 \| \| [203] \| \| Franța (SNEP) \| +700.000 \| \| [204][72] \| \| Germania (BVMI) \| +900.000 \| \| [205] \| \| Grecia (IFPI Grecia) \| +15.000 \| \| [206] \| \| Irlanda (IRMA) \| +135.000 \| \| [207] \| \| Italia (FIMI) \| +280.000 \| \| [208] \| \| Japonia (RIAJ) \| +1.000.000 \| Milion \| [209] \| \| Mexic (AMPROFON) \| +160.000 \| \| [210] \| \| Noua Zeelandă (RIANZ) \| +75.000 \| \| [211] \| \| Norvegia (IFPI Norvegia) \| +240.000 \| \| [212] \| \| Polonia (ZPAV) \| +60.000 \| \| [213] \| \| Portugalia (AFP) \| +20.000 \| \| [214] \| \| Regatul Unit (BPI) \| +2.990.000 \| \| [68][69] \| \| România (UPFR) \| +25.000 \| \| [215] \| \| Rusia (NFPF) \| +80.000 \| \| [216] \| \| Spania (PROMUSICAE) \| +160.000 \| \| [217] \| \| Suedia (GLF) \| +40.000 \| \| [218] \| \| Statele Unite ale Americii (RIAA) \| +4.830.000 \| \| [47][51] \| \| Ungaria (MAHASZ) \| +12.000 \| \| [219] \| \| Sumar \| \| \| \| \| Europa (IFPI) \| +3.000.000 \| \| [220] \| \| În întreaga lume \| +15.000.000 \| \| [79] \| | Note - reprezintă „cvadruplu disc de platină”; - reprezintă „septuplu disc de platină”; - reprezintă „dublu disc de platină”; - reprezintă „disc de platină”; - reprezintă „nonuplu disc de platină”; - reprezintă „disc de diamant”; - reprezintă „nonuplu disc de aur”; - reprezintă „cvintuplu disc de platină”; - reprezintă „octuplu disc de platină”; - reprezintă „triplu disc de platină”; |             |                |
| Țara | Vânzări/ puncte | Certificare | Referințe      |
| Australia (ARIA) | +280.000 |             | [ 64 ]         |
| Austria (IFPI Austria) | +140.000 |             | [ 194 ]        |
| Belgia (BEA) | +60.000 |             | [ 195 ]        |
| Brazilia (Pro-Música Brasil) | +120.000 |             | [ 196 ]        |
| Canada (Music Canada) | +560.000 |             | [ 197 ]        |
| CCG (IFPI Orientul Mijlociu) | +6.000 |             | [ 198 ]        |
| Chile (IFPI Chile) | +30.000 |             | [ 199 ]        |
| Danemarca (IFPI Danemarca) | +60.000 |             | [ 200 ]        |
| Elveția (IFPI Elveția) | +120.000 |             | [ 201 ]        |
| Finlanda (Musiikkituottajat) | +25.300 |             | [ 202 ]        |
| Filipine (PARI) | +135.000 |             | [ 203 ]        |
| Franța (SNEP) | +700.000 |             | [ 204 ] [ 72 ] |
| Germania (BVMI) | +900.000 |             | [ 205 ]        |
| Grecia (IFPI Grecia) | +15.000 |             | [ 206 ]        |
| Irlanda (IRMA) | +135.000 |             | [ 207 ]        |
| Italia (FIMI) | +280.000 |             | [ 208 ]        |
| Japonia (RIAJ) | +1.000.000 | Milion      | [ 209 ]        |
| Mexic (AMPROFON) | +160.000 |             | [ 210 ]        |
| Noua Zeelandă (RIANZ) | +75.000 |             | [ 211 ]        |
| Norvegia (IFPI Norvegia) | +240.000 |             | [ 212 ]        |
| Polonia (ZPAV) | +60.000 |             | [ 213 ]        |
| Portugalia (AFP) | +20.000 |             | [ 214 ]        |
| Regatul Unit (BPI) | +2.990.000 |             | [ 68 ] [ 69 ]  |
| România (UPFR) | +25.000 |             | [ 215 ]        |
| Rusia (NFPF) | +80.000 |             | [ 216 ]        |
| Spania (PROMUSICAE) | +160.000 |             | [ 217 ]        |
| Suedia (GLF) | +40.000 |             | [ 218 ]        |
| Statele Unite ale Americii (RIAA) | +4.830.000 |             | [ 47 ] [ 51 ]  |
| Ungaria (MAHASZ) | +12.000 |             | [ 219 ]        |
| Sumar | |             |                |
| Europa (IFPI) | +3.000.000 |             | [ 220 ]        |
| În întreaga lume | +15.000.000 |             | [ 79 ]         |

## Datele lansărilor
| Țară                       | Data              | Format                                             | Casă de discuri                              |
| -------------------------- | ----------------- | -------------------------------------------------- | -------------------------------------------- |
| Canada                     | 19 august 2008    | CD, LP, descărcare digitală                        | Universal Music                              |
| Australia                  | 5 septembrie 2008 | CD, descărcare digitală (versiunea standard)       | Universal Music                              |
| Australia                  | 28 octombrie 2008 | CD, descărcare digitală (versiunea internațională) | Universal Music                              |
| Statele Unite ale Americii | 28 octombrie 2008 | CD, LP, descărcare digitală                        | Streamline, Kon Live, Interscope, Cherrytree |
| Italia                     | 31 octombrie 2008 | CD, descărcare digitală (versiunea standard)       | Universal Music                              |
| Italia                     | 30 ianuarie 2009  | CD, descărcare digitală (versiunea internațională) | Universal Music                              |
| Germania                   | 2 decembrie 2008  | CD, descărcare digitală                            | Universal Music                              |
| Regatul Unit               | 12 ianuarie 2009  | CD, descărcare digitală                            | Polydor                                      |
| Argentina                  | 16 februarie 2009 | CD                                                 | Universal Music                              |
| Spania                     | 24 februarie 2009 | CD, descărcare digitală                            | Universal Music                              |
| Brazilia                   | 31 martie 2009    | CD                                                 | Universal Music                              |
| China                      | 4 mai 2009        | CD                                                 | Universal Music                              |
| Japonia                    | 20 mai 2009       | CD                                                 | Universal Music                              |
| Japonia                    | 22 iulie 2009     | CD, DVD                                            | Universal Music                              |